# Copa da Liga Escocesa 1979–80
A Copa da Liga Escocesa de 1979-80 foi a 34º edição do segundo mais importante torneio eliminatório do futebol da Escócia. O campeão foi o Dundee United F.C., que conquistou seu 1º título na história da competição ao vencer a final contra o Aberdeen F.C., pelo placar de 3 a 0.

## Premiação
| Copa da Liga Escocesa de 1979-80       |
| Escócia                                |
| -------------------------------------- |
| Dundee United F.C. Campeão (1º título) |